# Geranium tablasense
Geranium tablasense är en näveväxtart som beskrevs av Reinhard Gustav Paul Knuth. Geranium tablasense ingår i släktet nävor, och familjen näveväxter. Inga underarter finns listade i Catalogue of Life.